# Pedicamista coesus
Pedicamista coesus är en snäckart som först beskrevs av Legrand 1871.  Pedicamista coesus ingår i släktet Pedicamista och familjen punktsnäckor. Inga underarter finns listade i Catalogue of Life.